# Łychów
Łychów – wieś sołecka w Polsce położona w województwie mazowieckim, w powiecie grójeckim, w gminie Jasieniec.
W skład sołectwa Łychów wchodzi także wieś Michałówka.
Wieś szlachecka Łychowo położona była w drugiej połowie XVI wieku w powiecie grójeckim ziemi czerskiej województwa mazowieckiego. W latach 1954–1968 wieś należała i była siedzibą władz gromady Łychów, po jej zniesieniu w gromadzie Jasieniec. W latach 1975–1998 miejscowość administracyjnie należała do województwa radomskiego.